# فيغارو (فلم)
فيغارو هو فيلم من نوع صامت أُصدر في 20 ديسمبر 1929. الفيلم من إخراج Tony Lekain ‏.

## وصلات خارجية
- مقالات تستعمل روابط فنية بلا صلة مع ويكي بيانات